# 大野拓史
大野 拓史（おおの たくじ、1970年 - ）は、宝塚歌劇団所属の演出家。東京都出身。

## 略歴
- 1994年、京都造形芸術大学芸術学部を卒業後、武蔵野美術大学の大学院造形研究科に入学するが中退[1]。
- 1996年に宝塚歌劇団に演出助手として入団[1]。
- 1999年、宝塚バウホール公演『エピファニー』で演出家デビュー[2]。
- 2008年、『夢の浮橋』で大劇場公演デビューを果たす[2]。

## 宝塚歌劇団での舞台作品

### 脚本・演出

#### 大劇場作品（宝塚大劇場、東京宝塚劇場）
- 源氏物語千年紀頌『夢の浮橋』（2008年 - 2009年 月組 主演：瀬奈じゅん）＊大劇場デビュー作
- スクリューボール・コメディ『ロシアン・ブルー -魔女への鉄槌-』（2009年 雪組 主演：水夏希）
- ミュージカル『エドワード8世－王冠を賭けた恋－』（2012年 月組 主演：霧矢大夢）
- 宝塚傾奇絵巻『一夢庵風流記 前田慶次』（2014年 雪組 主演：壮一帆）
- ロック・ミュージカル『NOBUNAGA〈信長〉-下天の夢-』（2016年 月組 主演：龍真咲）[3]
- －本朝妖綺譚－『白鷺の城』（2018年 宙組 主演：真風涼帆）
- 宝塚ミュージカル・ロマン『El Japón -イスパニアのサムライ-』（2019年 - 2020年 宙組 主演：真風涼帆）
- 宝塚剣豪秘録『柳生忍法帖』（2021年 星組 主演：礼真琴）
- ミュージカル・クエスト『ゴールデン・リバティ』（2024年 月組 主演：鳳月杏）＊作・演出 [4]
- 宝塚歌劇百十周年紀念奉舞『宝塚110年の恋のうた』（2025年 宙組 主演：芹香斗亜）＊作・演出 [5]

#### その他の劇場の作品
- バウ・ミュージカル『エピファニー―「十二夜」より―』（1999年 星組 宝塚バウホール 主演：彩輝直）＊演出家デビュー作
- 『更に狂はじ』（2000年 月組 日本青年館、宝塚バウホール 主演：霧矢大夢、大和悠河）
- バウ・ミュージカル『月の燈影』（2002年 花組 宝塚バウホール、日本青年館 主演：彩吹真央、蘭寿とむ）
- バウ・ミュージカル『花のいそぎ』（2004年 星組 宝塚バウホール、日本青年館 主演：真飛聖）
- 『睡れる月』（2005年 雪組 シアタードラマシティ、日本青年館、福岡市民会館 主演：朝海ひかる）
- バウ・ミュージカル『フェット・アンペリアル―帝国の祝祭―』（2006年 星組 宝塚バウホール 主演：立樹遥）
- 『ヘイズ・コード』（2006年 - 2007年 星組 シアタードラマシティ、日本青年館 主演：安蘭けい）
- バウ・ミュージカル『NEVER SLEEP』（2007年 宙組 宝塚バウホール、日本青年館 主演：蘭寿とむ）
- バウ・ポピュリスト・コメディ『記者と皇帝』（2011年 宙組 宝塚バウホール、日本青年館 主演：北翔海莉）
- バウ・ミュージカル『Bandito -義賊 サルヴァトーレ・ジュリアーノ-』（2015年 月組 宝塚バウホール、日本青年館 主演：珠城りょう）
- ミュージカル『阿弖流為 -ATERUI-』（2017年 星組 シアタードラマシティ、日本青年館 主演：礼真琴）[6]
- ミュージカル『シラノ・ド・ベルジュラック』（2020年 星組 シアタードラマシティ 主演：轟悠）
- Musical『BONNIE & CLYDE』（2023年 雪組 御園座 主演：彩風咲奈）[7]＊潤色・演出
- バウ・ミュージカル『月の燈影』（2023年 月組 宝塚バウホール 主演：礼華はる）[8]

### 演出のみ

#### 大劇場作品
- 王朝ロマン『飛鳥夕映え―蘇我入鹿―』（2004年 月組 主演：彩輝直）
- ミュージカル・ロマン『アルジェの男』（2011年 月組 主演：霧矢大夢）
- 宝塚ロマン『新源氏物語』（2015年 花組 主演：明日海りお）

#### その他の劇場の作品
- バウ・ワークショップ『春ふたたび』（2003年 雪組 宝塚バウホール 主演：壮一帆）
- ミュージカル・ロマン『紫子 ‐とりかえばや異聞‐』（2010年 月組 中日劇場 主演：霧矢大夢）
- ミュージカル・ロマンス『若き日の唄は忘れじ』（2013年 雪組 中日劇場・全国ツアー 主演：壮一帆）
- 万葉ロマン『あかねさす紫の花』（2018年 花組 博多座 主演：明日海りお）
- バウ・コメディ『パパ・アイ・ラブ・ユー』（2019年 専科 宝塚バウホール 主演：轟悠）＊石田昌也との共同演出
- ミュージカル・ロマン『アルジェの男』（2019年 星組 全国ツアー 主演：礼真琴）
- ミュージカル・ロマンス『フィレンツェに燃える』（2022年 花組 全国ツアー 主演：柚香光）

### 新人公演担当
- 1998年 雪組『春櫻賦』[9]
- 1998年 星組『皇帝』[9]
- 1999年 星組『WEST SIDE STORY』
- 2001年 花組『ミケランジェロ』[10]
- 2003年 雪組『春麗の淡き光に』[11]
- 2003年 雪組『Romance de Paris』[12]
- 2005年 宙組『炎にくちづけを』[13]
- 2008年 雪組『君を愛してる』[14]
- 2008年 月組『夢の浮橋』[15]
- 2009年 雪組『ロシアン・ブルー』[16]
- 2011年 月組『アルジェの男』[17]
- 2012年 花組『サン=テグジュペリ』[18]
- 2014年 雪組『一夢庵風流記 前田慶次』[19]
- 2015年 花組『新源氏物語』[20]
- 2016年 月組『NOBUNAGA<信長>』[21]
- 2019年 宙組『El Japón』[22]
- 2021年 星組『柳生忍法帖』[23]

### 演出助手
- 1996年　花組『ハウ・トゥー・サクシード』（演出：酒井澄夫）、雪組『La Jeunesse!』（岡田敬二）、月組『チェーザレ・ボルジア』（柴田侑宏）、星組『エリザベート』（小池修一郎）
- 1997年　月組『グランド・ベル・フォリー』（酒井澄夫）、花組『失われた楽園』（小池修一郎）、月組『EL DORADO』（谷正純）、花組『ザッツ・レビュー』（植田紳爾・石田昌也）、雪組『レ・シェルバン』（中村一徳）
- 1998年　雪組『春櫻賦』（谷正純）、月組『WEST SIDE STORY』（アラン・ジョンソン）、雪組『ICARUS』（植田景子、バウホール）、花組『スナイパー』（石田昌也）、星組『皇帝』（植田紳爾）、星組『イコンの誘惑』（小池修一郎、バウホール）
- 1999年　花組『夜明けの序曲』（植田紳爾）、星組『WEST SIDE STORY』（アラン・ジョンソン）、雪組『SAY IT AGAIN』（正塚晴彦、バウホール）、星組『グレート・センチュリー』（三木章雄）
- 2000年　月組『BLUE・MOON・BLUE』（齋藤吉正）、花組『トム・ジョーンズの華麗なる冒険』（太田哲則、バウホール）、星組『花吹雪 恋吹雪』（齋藤吉正、バウホール）、花組『Asian Sunrise』（岡田敬二）
- 2001年　月組『いますみれ花咲く』（植田紳爾）、花組『マノン』（中村暁、バウホール）、花組『ミケランジェロ』（谷正純）、星組『ベルサイユのばら2001』（植田紳爾・谷正純）
- 2002年　月組『ガイズ&ドールズ』（三木章雄）、花組『エリザベート』（小池修一郎）、星組『バビロン』（荻田浩一）
- 2003年　雪組『春麗の淡き光に』（植田紳爾）、雪組『恋天狗』（児玉明子、バウホール）、花組『野風の笛』（谷正純）、雪組『Romance de Paris』（正塚晴彦）、花組『二都物語』（太田哲則、バウホール）、星組『永遠の祈り』（中村暁、シアター・ドラマシティ）
- 2004年　月組『ジャワの踊り子』（植田紳爾、全国ツアー）
- 2005年　花組『くらわんか』（谷正純、バウホール）、宙組『Le Petit Jardin』（植田景子、バウホール）、月組『Ernest in Love』（木村信司、梅田芸術劇場）、宙組『炎にくちづけを』（木村信司）
- 2008年　雪組『君を愛してる』（木村信司）
- 2009年　宙組『Amour それは…』（岡田敬二）